# Chinattus crewsae
Espèce
Chinattus crewsae est une espèce d'araignées aranéomorphes de la famille des Salticidae.

## Distribution
Cette espèce est endémique de la province de Hà Giang au Viêt Nam,. Elle se rencontre dans la forêt nationale de Hà Giang.

## Description
Le mâle holotype mesure 4,76 mm et la femelle paratype 5,78 mm.

## Systématique et taxinomie
Cette espèce a été décrite par Wang, Li et Pham en 2023.

## Étymologie
Cette espèce est nommée en l'honneur de Sarah C. Crews.

## Publication originale
- Wang, Li & Pham, 2023 : « Thirteen species of jumping spiders from northern Vietnam (Araneae, Salticidae). » ZooKeys, vol. 1148, p. 119-165 (texte intégral).